# Daniela Giménez
Daniela Giménez (Resistencia, 20 de agosto de 1992) es una deportista argentina que compite en natación adaptada, especialista en los 50 m estilo libre, 100 m estilo mariposa y 100 m estilo pecho.
Fue parte del conjunto femenino de deportistas argentinas que asistió a los Juegos Paralímpicos de Pekín 2008 donde alcanzó el séptimo lugar en los 100 m estilo pecho, mientras que en los Juegos Paralímpicos de Londres 2012 quedó eliminada dentro de las rondas preliminares; adicionalmente, ha representado a su país en varios campeonatos nacionales e internacionales donde ha ganado varias preseas.
Por otro lado, y a nivel continental, participó en los Juegos Parapanamericanos de 2007 en Río de Janeiro donde recibió la medalla de bronce en los 100 m estilo mariposa; por otro lado, en los Juegos Parapanamericanos de 2011 en Guadalajara, donde alcanzó dos medallas de oro en los 100 m estilo pecho y los 50 m estilo libre, mientras que se alzó con la medalla de bronce en los 100 m estilo mariposa categoría S9.
El 16 de agosto de 2007, Giménez superó la plusmarca panamericana en los 100 m estilo pecho femenino categoría SB9 con un tiempo de 1min30s93 en Río de Janeiro, mientras que el año 2008 superó el récord panamericano en los 50 m estilo pecho con un tiempo de 40s00 en Canadá.